# Jardin botanique de la forêt d'Abetone
Le Jardin botanique de la forêt d'Abetone (en italien : Orto botanico forestale dell'Abetone) est un jardin botanique situé à Abetone Cutigliano en Toscane,.
Il occupe une superficie de 1,4 ha à l'intérieur de la réserve naturelle d'Abetone dans la province de Pistoia.

## Historique
Il est ouvert tous les jours pendant les mois les plus chauds. Le jardin a été inauguré en 1987 et est actuellement géré par un consortium formé de la Région Toscane, du Corps Forestier de l'État, de la Communauté de montagne de la Montagna pistoiese (it) et des Universités de Florence, Pise et Sienne.
Il contient environ 300 espèces de plantes originaires du nord des Apennins, dont le bleuet, la gentiane, la saxifrage, le lys, la mousse et le lichen, l'orchidée, la primevère, ainsi que le sapin, le hêtre, le bouleau, l'épicéa et le saule.
Les espèces d'intérêt comprennent l'Abies alba, Caltha palustris, le Fagus sylvatica, la Gentiana asclepiadea, la Gentiana acaulis, la Gentiana purpurea, la Gentiana verna, le Laburnum anagyroides, le Sorbus aucuparia, le Picea abies, la Pinguicula leptoceras et la Viola palustris.